# Lepidasthenia nuda
Lepidasthenia nuda är en ringmaskart som först beskrevs av Quatrefages in Grube 1870.  Lepidasthenia nuda ingår i släktet Lepidasthenia och familjen Polynoidae. Inga underarter finns listade i Catalogue of Life.